# Paihuano
Paihuano o Paiguano es una comuna de la provincia de Elqui, correspondiente a la Región de Coquimbo, en el Norte Chico de Chile. Está compuesta por ocho distritos: Paihuano, La Quebrada, La Bajada, Quebrada de Pinto, Montegrande, Alcohuaz, Pisco Elqui y Jarillas.

## Toponimia
Su etimología es incierta, no obstante, la composición de la palabra Paihuano tiene similitudes con otros poblados actuales o antiguos que comienzan con la sílaba pai- dentro del norte chico (por ejemplo, Paipote, Paycandalme). Si su nombre proviniera del quechua significaría "excremento de ave" y si lo hiciera del idioma mapuche significaría "alturas suaves".

## Historia

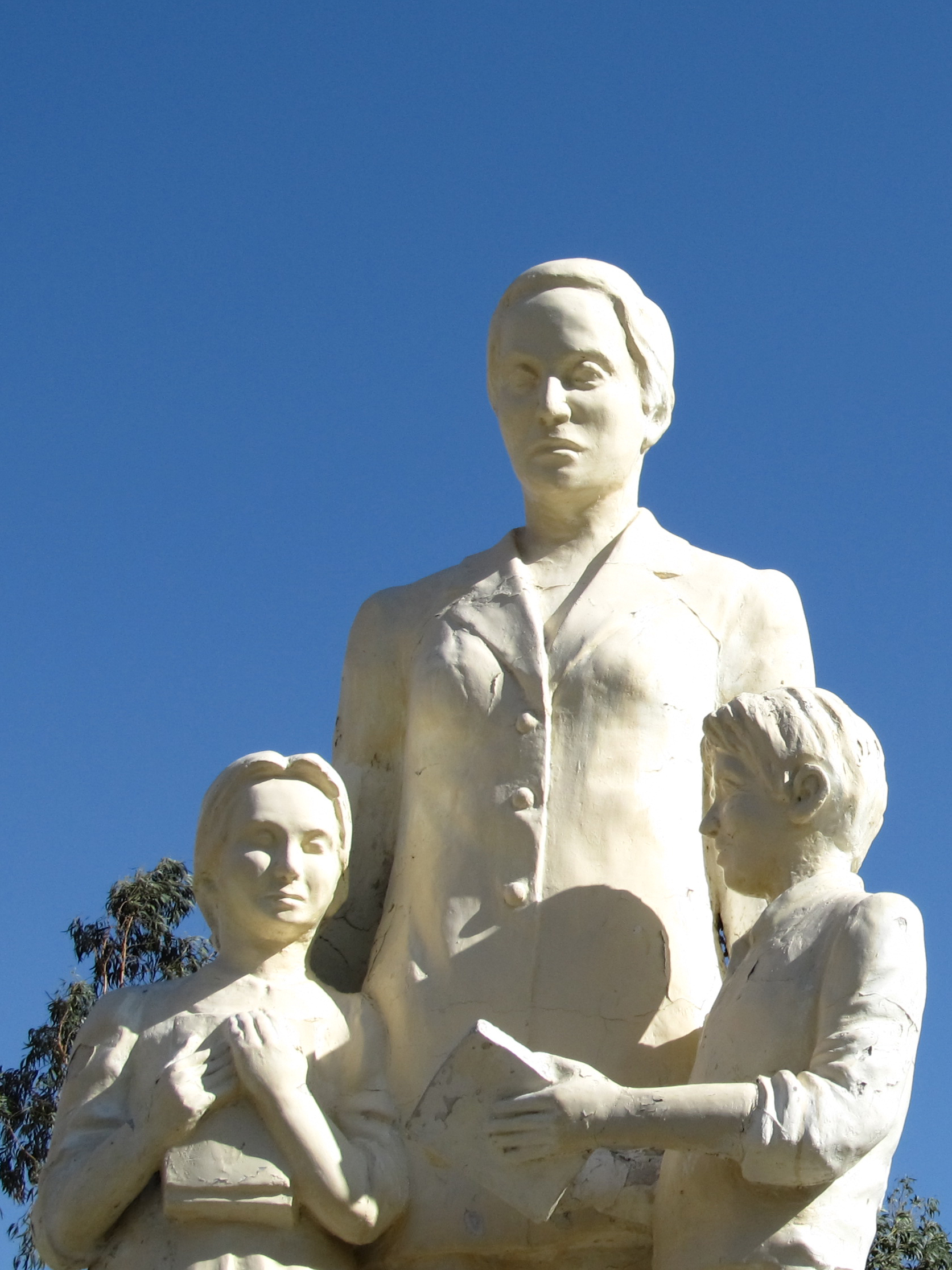
Monumento a Gabriela Mistral en la localidad de Montegrande.

El área tuvo poblamientos aborígenes de la cultura tanto Molle, diaguita del período clásico como de la época de la dominación inca. No obstante, al iniciarse la conquista española, las tierras de río Claro quedan como áreas marginales sobre las cuales se hacen pedimentos tardíos dado su relieve dificultoso y accidentado, marcado por el flujo del río y sus afluentes, lo que planteó en definitiva un lento avance en la explotación de productos propios de la época: viñas y alcoholes, que en definitiva son los que con el tiempo le darían la nombradía a Paihuano y alrededores.
Durante la Colonia se le reconoce como "el interior de Elqui", acentuado por su condición de penetraciones en el macizo andino sin paso ultramontano, como ocurre con el Valle del Río Turbio, lo cual le imprime un sello de particular distinción al asegurar el traspaso familiar en un reducido núcleo que a su vez mantiene interrelación y proyecta frondosa genealogía que aún perdura sin alteraciones.
Sus destilerías, con numerosas bodegas excavadas en los faldeos de las montañas o de algún cordón menor, generan ponderados vinos y claretes, mismos afanes que se acentúan en la segunda mitad del siglo XIX cuando el pisco toma forma e irrumpe en el mercado nacional, agregándose a ello los productos secos, siendo de especial predilección la pasa sin pepa que se vinculaba a esa tierra como algo propio.
Francisco Astaburoaga hace referencia en su Diccionario Geográfico de la República de Chile : 502  sobre la aldea de 'Paiguano':

Paiguano.-—Aldea del departamento de Elqui con 760 habitantes, una iglesia, oficinas de registro civil y de correo, escuela gratuita y contornos muy feraces, que producen excelentes higos, duraznos, uvas y otras frutas. Es asiento de municipio, cuyo territorio comprende las subdelegaciones de su título. Monte Grande, Greda ó la Unión y Rivadavia. Se halla por los 30º 02' Lat. y 70º 32' Lon. á 29 kilómetros al E. de su capital Vicuña y está asentada en la margen oriental del Río Claro, á poco de su junta con el Río Turbio, que forman el Coquimbo. La ciñen altos cerros de las faldas de los Andes.

De la misma forma el geógrafo chileno Luis Risopatrón lo describe como una ‘aldea’ en su libro Diccionario Geográfico de Chile en el año 1924: : 615 

Paiguano (Aldea) 30° 02' 70° 30'. Cuenta con servicio de correos, telégrafos, rejistro civil i escuelas públicas i se encuentra a unos 1 000 m de altitud, en medio de contornos mui feraces que producen excelentes higos, duraznos, uvas i otras frutas, ceñidos por altos cerros, en la márjen E del curso medio del rio Claro, del de Elqui; se ha rejistrado 77,7 mm para el agua caida, en 8 dias de lluvia, con 29,4 mm de máxima diaria, en 1918.

Sus ordenamientos administrativos se inician en 1853 como subdelegación dependiente de Vicuña. Al asignársele condición de comuna, por error o desinformación de los ministerios capitalinos, el distrito de la Unión quedó dependiendo de Vicuña, lo que se corrigió en 1932 cuando el distrito en cuestión pasa a llamarse Pisco Elqui.
En esta comuna, específicamente en la localidad de Montegrande, vivió la célebre poetisa Gabriela Mistral, ganadora del Premio Nobel de Literatura en 1945.

## Medio ambiente

### Geomorfología y componentes abióticos

Trazado simplificado de los ecosistemas y cuerpos de agua presentes en la comuna de Paiguano.

La comuna de Paiguano se encuentra emplazada en las unidades geomorfológicas de Cordones transversales y Cordillera andina de retención crionival; y presenta según la clasificación climática de Köppen clima de tundra (ET), clima de tundra de lluvia invernal (ET (s)) y clima semiárido de lluvia invernal (BSk (s)). Esta además se halla entre las cuencas hidrográficas de río Elqui y río Limarí. Además, la comuna posee diversos cuerpos de agua, entre los que se destacan la laguna Dragon.

### Componentes bióticos
Dentro del territorio de la comuna se pueden hallar los siguientes ecosistemas:
- Herbazal tropical-mediterráneo andino donde predomina Chaetanthera sphaeroidalis (Vulnerable)
- Matorral bajo tropical-mediterráneo andino donde predominan Adesmia hystrix y Ephedra breana (Preocupación menor)
- Matorral bajo tropical-mediterráneo andino donde predominan Adesmia subterranea y Adesmia echinus (Vulnerable)
- Matorral desértico mediterráneo interior donde predominan Flourensia thurifera y Colliguaja odorifera (Preocupación menor)
- Zonas geográficas hinóspitas sin vegetación (Sin información)

### Medidas de protección ambiental y conflictos socioambientales
Hasta 2022, la comuna de Paiguano cuenta con las siguientes zonas que poseen algún nivel de protección ambiental:
- Comunidad Agrícola Estancia Estero Derecho (Iniciativa de Conservación Privada)[15]
- Santuario de la Naturaleza Estero Derecho (Santuario de la Naturaleza)[16]
- Santuario de la Naturaleza Río Cochiguaz (Santuario de la Naturaleza)[17]

## Demografía
Esta comuna tiene una superficie de 1494,7 km², con una población, según el censo de 2017, de 4497 habitantes, una leve alza respecto de los 4168 habitantes que vivían en la comuna al 2002. La comuna no posee población urbana, sus habitantes se distribuyen a lo largo del tramo superior de la cuenca del río Claro y sus afluentes, tal como la quebrada de Paihuano. Sus principales localidades son las aldeas de Paihuano y Pisco Elqui.
| Localidad                      | Habitantes (2017) |
| ------------------------------ | ----------------- |
| Paihuano                       | 988               |
| Pisco Elqui                    | 868               |
| Horcón-El Retiro Norte         | 470               |
| Montegrande-Pob. Montegabriela | 356               |
| Quebrada de Paihuano           | 226               |
| La Jarilla                     | 212               |
| Tres Cruces                    | 174               |

## Administración

### Municipalidad
Esta comuna es administrada por el alcalde Hernán Ahumada Ahumada (RN), quien es asesorado por un concejo municipal compuesto por seis integrantes:
- Luis Torres Pastén (Ind./PDC)
- Orlando Chelme Aliaga (PPD)
- José Cortés Portilla (PS)
- Julio Rodríguez Álvarez (RN)
- Marta Ahumada Varela (RN)
- Luis Jiménez Jiménez (RN)

### Representación parlamentaria
Paihuano pertenece al distrito electoral n.º 5 y a la 4.ª circunscripción senatorial (Coquimbo). Es representada en la Cámara de Diputados y Diputadas del Congreso Nacional por las diputadas Nathalie Castillo (PCCh) y Carolina Tello (FA), así como también por los diputados Daniel Manouchehri (PS), Marco Antonio Sulantay (UDI), Ricardo Cifuentes (PDC), Juan Manuel Fuenzalida (UDI) y Víctor Pino (D). A su vez, es representada en el Senado por los senadores Daniel Núñez Arancibia (PCCh), Sergio Gahona Salazar (UDI) y Matías Walker Prieto (D).

## Economía
En 2018, la cantidad de empresas registradas en Paihuano fue de 119. El Índice de Complejidad Económica (ECI) en el mismo año fue de -0,84, mientras que las actividades económicas con mayor índice de Ventaja Comparativa Revelada (RCA) fueron Cultivo de Uva destinada a Producción de Pisco y Aguardiente (1017,93), Elaboración de Piscos e Industrias Pisqueras (451,17) y Cultivo de Uva de Mesa (103,69).

### Turismo
Se basa su economía principalmente en la agrofruticultura y el turismo, esto último señalado en la apertura a intelectuales y místicos que buscan la paz y la armonía en el flujo natural de sus paradisíacos rincones. Por un camino tortuoso, desfilan importantes localidades: Paihuano, Pisco Elqui, Montegrande y Cochiguaz al interior, entre otros, que le otorgan al visitante solaz y refugio, teniendo como escenario majestuosas montañas, cristalinos ríos y un cielo nocturno que le permite recrearse y soñar con la danza imperceptibles de las estrellas.
Y en medio de esos majestuosos cerros no existen los volcanes, quizás porque no fue necesario, ya que al nacer Gabriela Mistral, Montegrande, su pueblo de primera infancia, fue el estallido mágico, constante y universal. Por expreso deseo de la Nobel poetisa, sus restos reposan en esta tierra que la vio nacer, patrimonio que la comuna guarda con especial celo, como también su escuela y templos del valle, como atrayentes y perennes valores culturales.

## Servicios públicos
Con respecto al orden público y seguridad ciudadana, la comuna cuenta con una Tenencia de Carabineros de Chile. En materia de salud pública, existe un CESFAM como principal centro de atención primaria y de urgencias, además de un Centro Veterinario Municipal inaugurado en 2018, siendo el primero de su tipo y gratuito para sus residentes en todo el Valle del Elqui.